# George Rodocanachi
Pour les articles homonymes, voir Rodocanachi.
George Rodocanachi, né le 27 février 1876 à Liverpool et mort le 10 février 1944 à Buchenwald, est un médecin britannique naturalisé français d'origine grecque qui se distingua par l'aide qu'il apporta aux évadés alliés et aux réfugiés juifs dans la France de Vichy, durant la Seconde Guerre mondiale. 

## Résumé biographique
George Rodocanachi est issu de la famille Rodocanachi, famille grecque établie en Angleterre. Ayant suivi l'enseignement secondaire du lycée Thiers de Marseille, il part étudier la médecine à Paris où il obtient son diplôme en 1903. Il rentre ensuite à Marseille pour y ouvrir un cabinet de pédiatrie en clientèle privée. En 1907 il épouse  Fanny Vlasto à Londres et le couple s'installe à Marseille. Leur fils unique, Constantin, naît en 1908.
Lorsqu'éclate la Première Guerre mondiale, il travaille d'abord dans un hôpital d'enfants de Marseille. En 1915, il prend la nationalité française et est affecté à un régiment de chasseurs alpins. Il sert ensuite en Alsace et prend part à la bataille de la Somme. Il est gazé et blessé à deux reprises et pour ses faits d'armes reçoit la Croix de guerre et la Légion d'honneur. Après la guerre, il reprend son activité médicale.
Durant la Seconde Guerre mondiale, après l'armistice Rodocanachi entre en contact avec la Mission des marins britanniques de Marseille et s'occupe d'exfiltrer les soldats britanniques n'ayant pu être évacués de Dunkerque. Après la fermeture de la mission par la Milice, il fait la rencontre d'Elizabeth Haydon-Client avec qui il s'efforce de cacher des évadés et des réfugiés juifs. Lorsque Ian Garrow fonde le réseau d'évasion Pat line, la maison marseillaise de Rodocanachi devient l'un des principaux lieux sûrs du réseau. Garrow lui-même y séjournera jusqu'à sa capture par la Gestapo en 1941.
Aidé de sa femme et de quelques associés, Rodocanachi porte secours à de nombreuses personnes, parmi lesquelles des aviateurs alliés dont les appareils ont été abattus. Il les cache dans sa maison et leur procure de faux papiers d'identité en attendant qu'ils parviennent à fuir, soit en traversant les Pyrénées, soit en embarquant à bord des sous-marins de la Royal Navy.
Rodocanachi organise aussi la fuite des Juifs qui sont envoyés aux États-Unis grâce à l'ambassade des États-Unis et le consulat américain le nomme  médecin des immigrants juifs. Il se sert de cette situation pour leur fournir des certificats médicaux justifiant leur émigration aux États-Unis.
Rodocanachi devient membre du conseil médical de l'hôpital Michel-Lévy et effectue à ce titre les examens médicaux d'aptitude au service militaire des prisonniers de guerre en vue de leur rapatriement. Il s'efforce de déclarer inaptes un maximum des hommes qu'on lui confie. Ce conseil cesse ses activités au moment où les Allemands occupent le reste de la France.
Mais Rodocanachi s'épuise dans ces activités clandestines et est atteint d'une angine de poitrine qui s'aggrave au fil des années.
Finalement, la Pat line  est découverte à la suite d'une trahison. Le 25 février 1943 six hommes de la Gestapo viennent arrêter Rodocanachi à son domicile. Sa femme soupçonnera plus tard le concierge d'avoir dénoncé son mari aux Allemands. Incarcéré, Rodocanachi continue à soigner ses codétenus. Le 17 décembre 1943 il est transféré à la prison de Compiègne et le 17 janvier 1944, il est déporté au camp de concentration de Buchenwald où il meurt au printemps 1944.

## Source
- (en) Cet article est partiellement ou en totalité issu de l’article de Wikipédia en anglais intitulé « George Rodocanachi » (voir la liste des auteurs).